# Böle, Falu kommun
Böle är en tidigare småort i Falu kommun, en by i Svärdsjö socken. Den ligger mellan Linghed och Isala vid norra delen av Svärdsjön. Från Böle går vägen mot Vintjärn, Svartnäs och vidare mot Åmot. 2015 hade folkmängden i området minskat och småorten upplöstes.